# 任圣周
任圣周（1711年—1788年）字仲思，号鹿门，謚文敬，生于忠清道清风老隐洞（今属忠清北道堤川市），祖籍中国绍兴府慈溪县，是朝鲜王朝時期的学者。任圣周先人在元朝时随齐国大长公主來到高丽。其父曾任咸兴判官。任圣周18岁时丧父，後來來到清州读书。23岁时参加司马试。朝鲜英祖二十六年（1750）任庄献世子的翊卫司洗马。晚年辭官並且繼續講學。其著作有《鹿门集》，其主张气一元论。吳熙常反對任圣周的觀點。